# Nephodia pallicostata
Nephodia pallicostata är en fjärilsart som beskrevs av Walker 1862. Nephodia pallicostata ingår i släktet Nephodia och familjen mätare. Inga underarter finns listade i Catalogue of Life.